# 조지 엘리스
조지 엘리스(George F. R. Ellis, 1940년 ~ )는 남아프리카공화국 요하네스버그에서 태어나 1960년에 케이프 타운 대학에서 물리학 학사학위를, 1964년 켐브리지 대학에서 응용 수학과 이론 물리학으로 박사 학위를 받고 케이프타운 대학교 응용수학과 교수로 재직 중인 수학자이다. 일반 상대성 이론을 전공하고 우주의 태동 기원이 있는지, 그리고 이 우주가 다른 많은 우주 가운데 하나인지 여부를 연구하면서 윤리와 도덕, 그리고 의식에 관한 질문을 하고 있다. 우주론 학자이기도 한 조지 엘리스는 과학과 종교의 대화를 주선하면서 "자연과학과 우주물리학 연구를 통해서도 종교적 열정을 더욱 강화시킬 수 있다"고 주장했다. 남아프리카공화국의 인종분리정책을 비판한 퀘이커 교도로서 흑인인권운동에 참여한 학자이기도 하다. 조지 앨리스는 평소에 "개인은 물론 사회전체가 과학적 합리성과 종교적 믿음 사이의 균형을 가져야 한다"면서 "믿음과 희망은 인간의 모든 생활에서 중요한 가치"라고 말했으며 2004년에 템플턴상을 받으면서 상금을 남아프리카공화국의 케이프 타운의 흑인 젊은이들을 위한 교육기금과 남아공이 벌이는 기초 화폐 조성 캠페인을 위해 사용했다. 템플턴상 심사위원은 "엘리스 박사의 우주론적 시각은 케노시스의 원칙이자 자기희생의 사랑"이라며 "엘리스 박사의 연구는 과학적으로 체계화된 낙관주의로 이 힘은 우주공간에 존재하며 인류가 성장하도록 하는 힘에 대한 것"이라며 선정 이유를 밝혔다. 낸시 버피과 공동으로 저술한 <우주의 도덕적 본성>에서, "수학적 탐구에 주어지는 것과 같은 수위의 중요성이 윤리학 연구에도 주어져야 한다"는 점을 강조했다.